# The State Line
The State Line è un cortometraggio muto del 1911 diretto da Harry Solter e prodotto dalla Lubin.

## Trama
Un ricercato di buon cuore salva la vita della figlia dello sceriffo. Per ringraziarlo, gli si lascia attraversare il confine, in modo da evitare di farlo finire in carcere.

## Produzione
Il film fu prodotto dalla Lubin Manufacturing Company.

## Distribuzione
Distribuito dalla General Film Company, il film - un cortometraggio in una bobina - uscì nelle sale statunitensi il 29 maggio 1911.